# ルーシャン

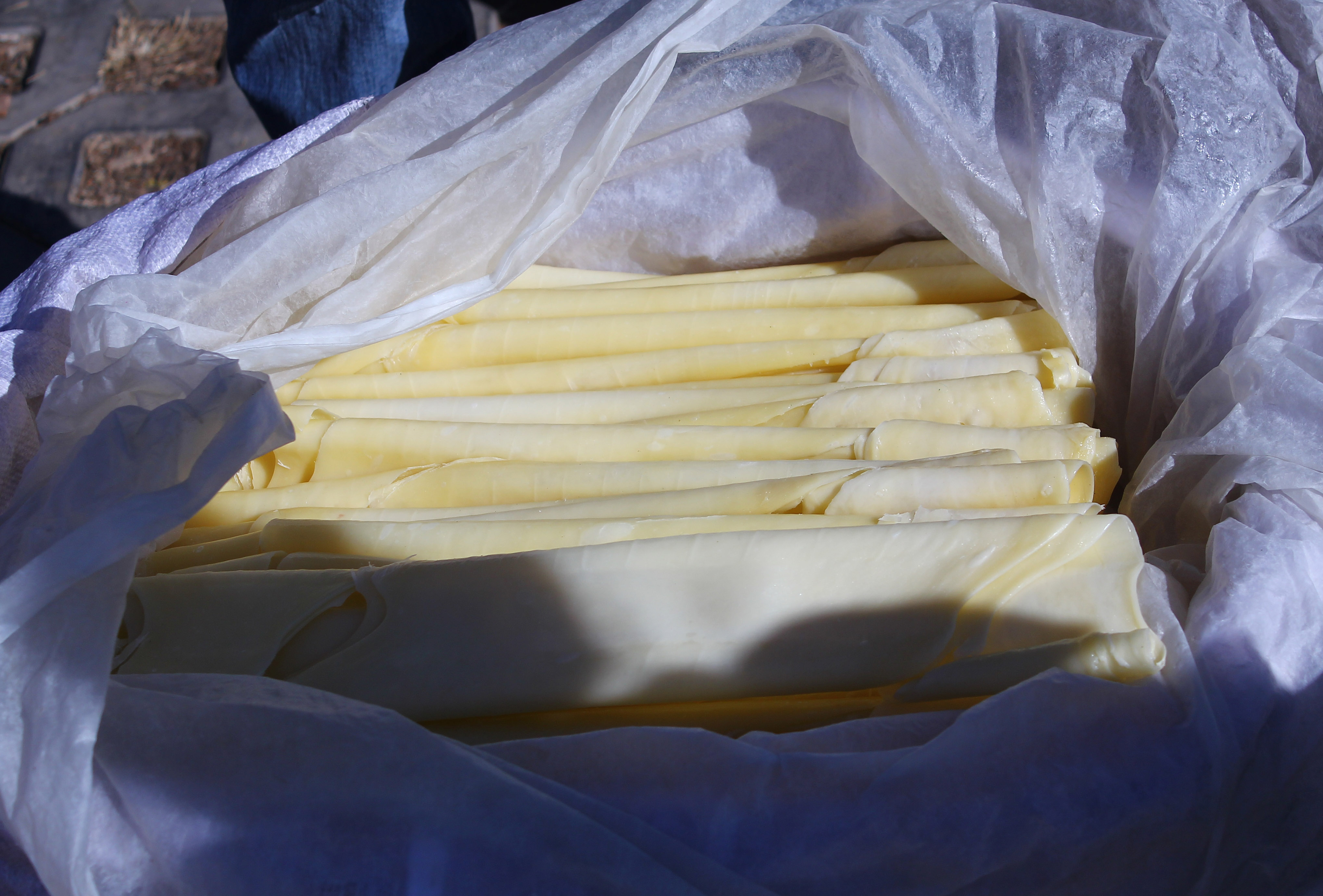
ルーシャンRu_shan

ルーシャン（中:乳扇 rǔshàn）は、中華人民共和国の主に雲南省大理市登川市で生産される固形乳製品で、ペー族自治州に住むペー族（白族）が作る伝統的なチーズである。ペー語ではyenx seinp （ユンセン）という。文字通りミルクファンで色は乳白色または白に近い黄色。古くは乳糸、餌糸と呼ばれる。

## 製法
伝統的な作り方:

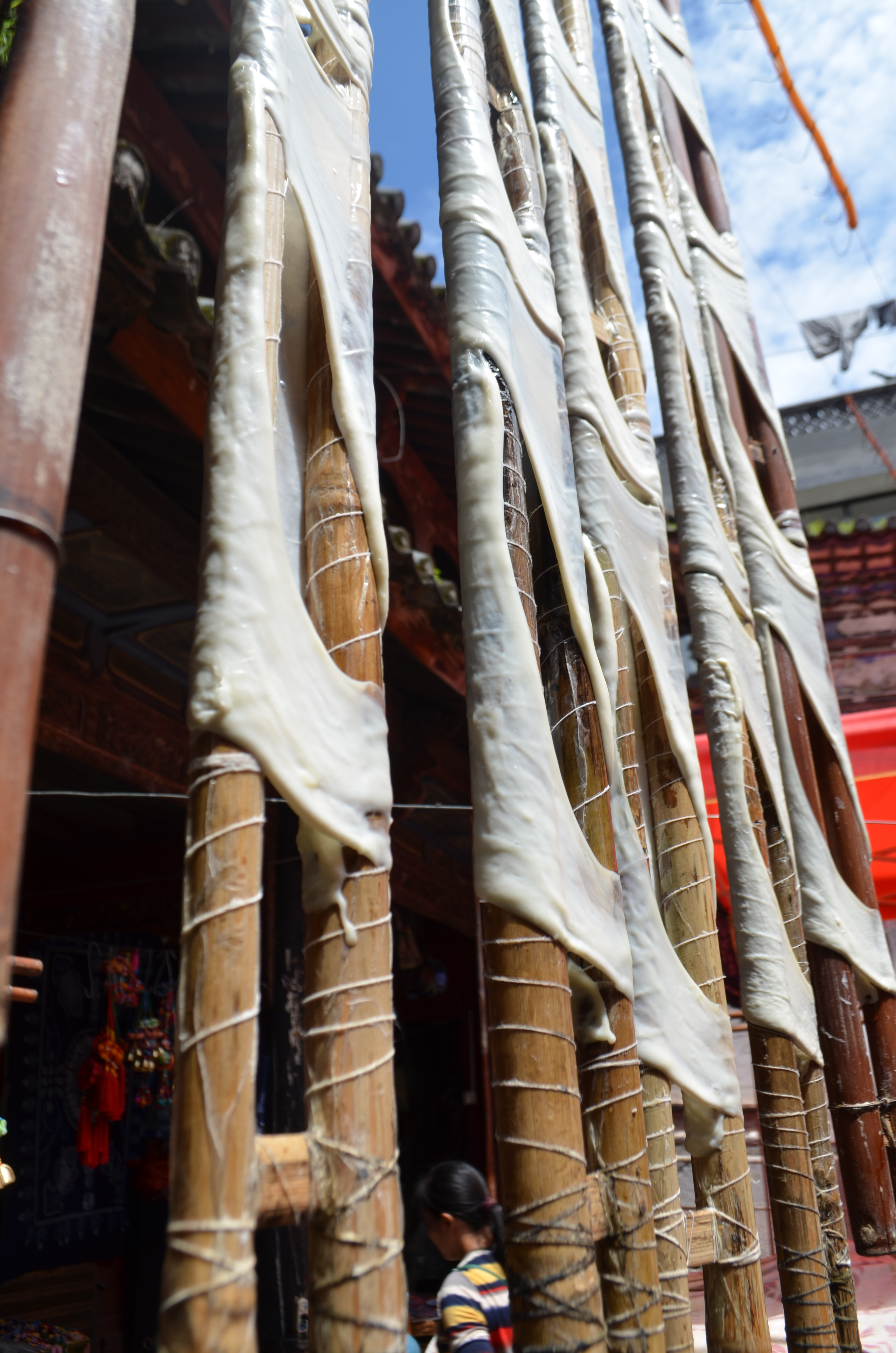
竹の棒で乾かされているルーシャンXizhou_Rushan

1. 新鮮な牛乳を取り出し、一定期間室温に置く。
2. 凝固剤（一般に「酸性水」として知られている）を60〜70℃に加熱する。
3. 牛乳と酸性水を混合すると（酸性水と牛乳の比率は約 1:4）、かき混ぜると牛乳はすぐに綿状の凝固物を生成する。
4. ひとまとまりにしたら取り出し、手でこねてゼラチン状にし、両羽を指くらいの太さの棒状に丸めて薄くスライスする。
5. 2本の竹竿の間に丸めて伸ばし、乾燥させると乳扇になる。

## 利用
乳扇は直接砂糖に包んで生で食べたり、カリカリになるまで焼いたり揚げたり、食べる前に塩や砂糖をまぶしたり、蒸したり揚げたりすることができる。また、細切りにして熱湯、ホットミルク、または甘いお茶(ペー族の三道茶)に浸すこともできる。細切りにして冷製ドレッシングにしたり、パンや花巻にしたりすることもできる。

## 参考画像

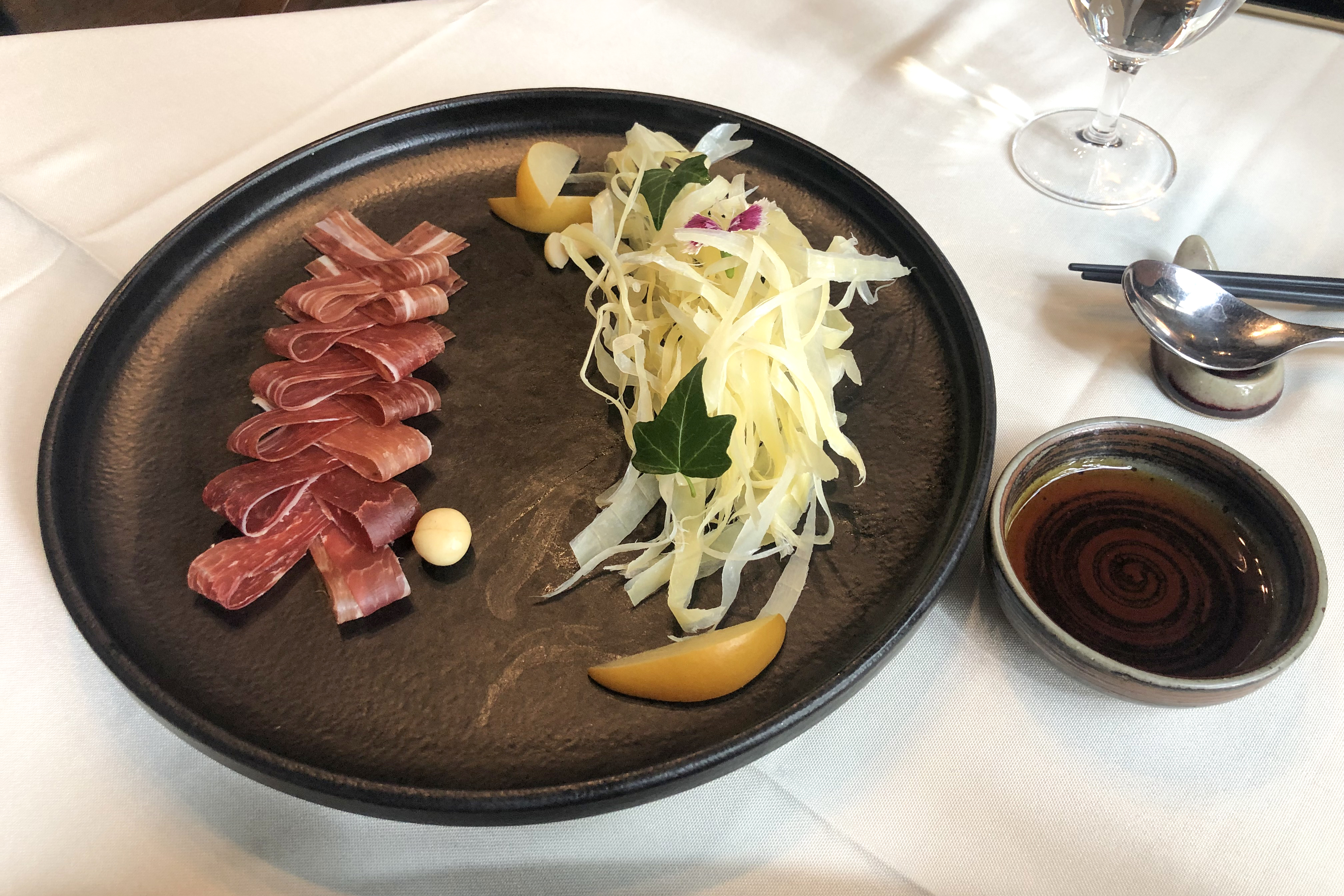
ルーシャンRu_shan

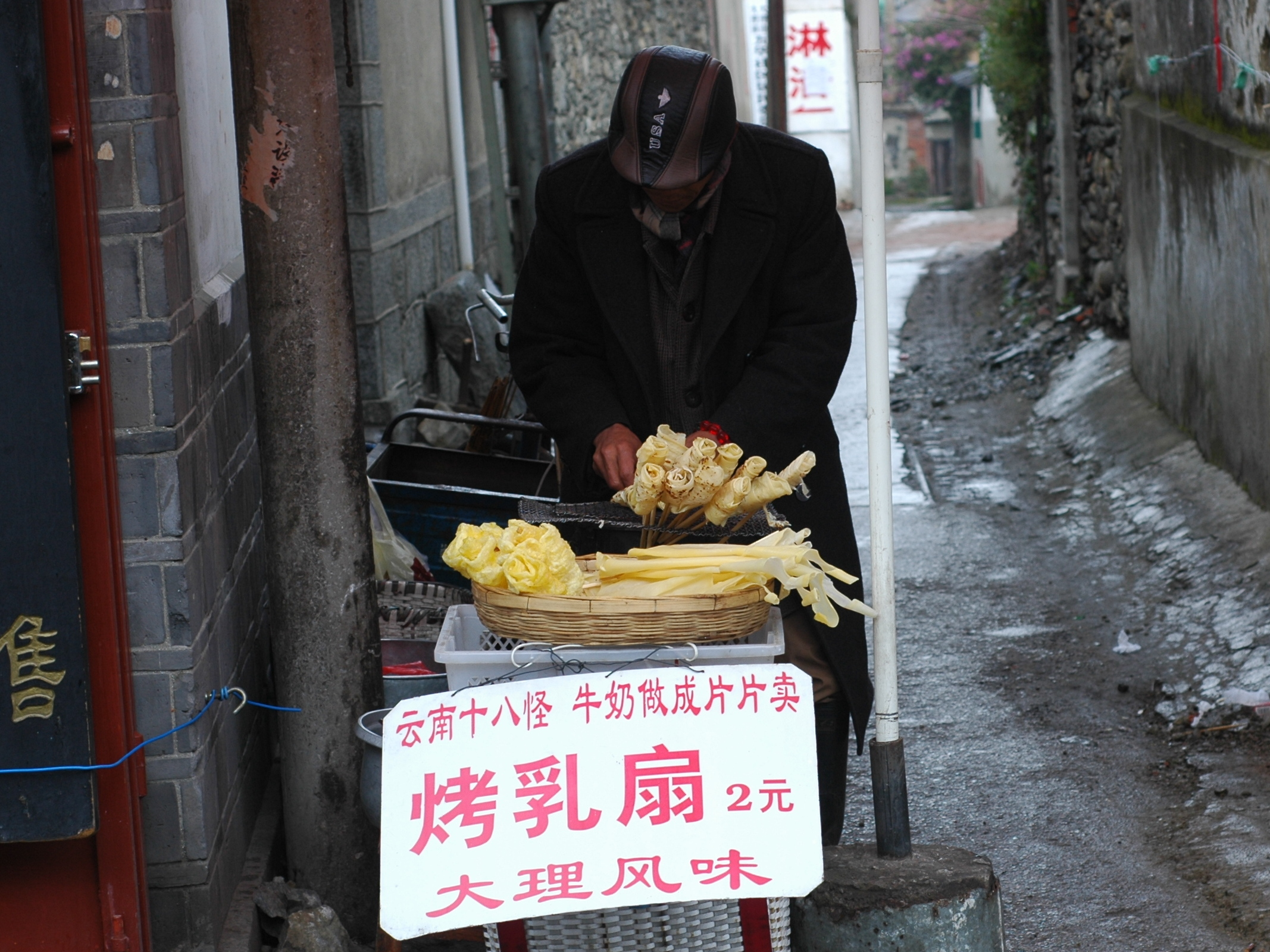
路上で焙煎されているルーシャン

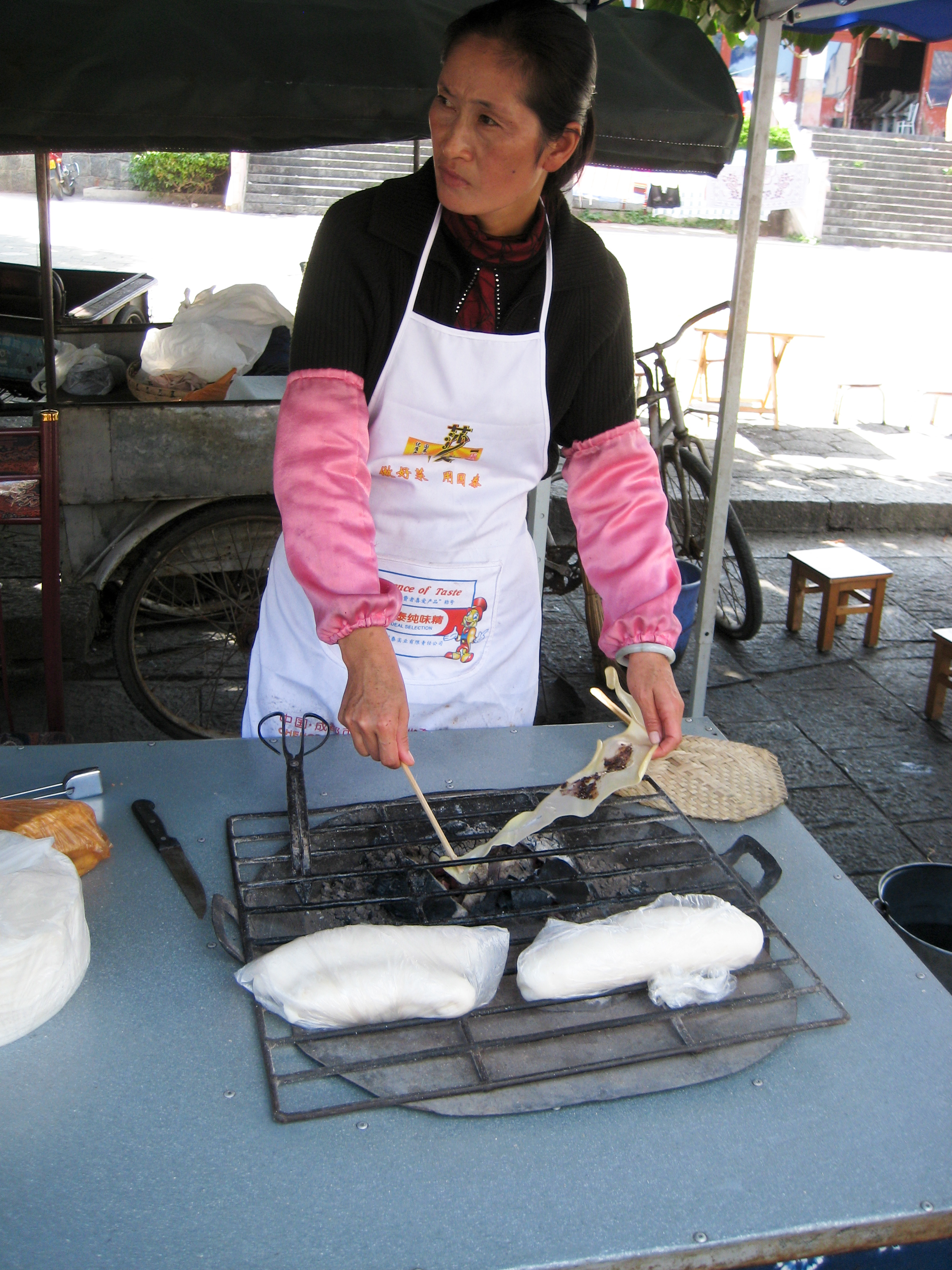
ルーシャンの網焼き